# Televizní věž v Norimberku
Televizní věž v Norimberku (německy Fernmeldeturm Nürnberg) je třetí nejvyšší stavbou tohoto typu v Německu a nejvyšší stavbou v Bavorsku. Měří 292,8 metru a postavena byla dle návrhu architekta Erwina Heinleho v letech 1977 až 1980. Vyhlídkové plošiny se nachází ve výškách 185 a 192 metrů, rotující restaurace ve výšce 189 metrů (dle tvaru tzv. Norimberské vejce – Nürnberger Ei), ovšem věž v současné době není přístupná veřejnosti. Věž je od centra Norimberku vzdálena 4 kilometry.